# Canto (mitología)
En la mitología griega, Canto (Κάνθος) es hijo de Caneto y nieto de Abante, natural de la isla de Eubea. Se trata de uno de los argonautas, que murió en Libia al querer robar una de las ovejas del pastor Cefauro o Cefalión, hijo de Anfítemis y la limnade Tritonis, con el fin de surtir de víveres a la tripulación durante el retorno a Grecia.